# Tarkett
Tarkett est une société multinationale française, spécialisée dans les revêtements de sols et surfaces de sports. Elle emploie près de 12 000 salariés sur 34 sites de production, avec des produits vendus dans plus de 100 pays. Elle est issue du rachat de l'entreprise suédoise Tarkett par le groupe Sommer-Allibert, qui en adopte le nom pour le groupe en 2003, lorsqu'elle se tourne totalement vers les revêtements pour sols, après avoir quitté l'équipement automobile récupéré par Faurecia en 2000. Tarkett est cotée à la bourse de Paris.

## Histoire
En 1947 est commercialisé le premier plancher de vinyle, revêtement fabriqué par la société suédoise Limhamns et nommé Tarkett dans le but de faire rimer le nom du produit avec « parquet » (parkett en suédois). Moins cher que le bois, le revêtement en plastique connaît rapidement le succès dans la période d'après-guerre. En France, ce marché est porté par François Sommer depuis 1880 qui crée en 1953 son propre revêtement de sol en plastique nommé Tapiflex. Avec la crise économique consécutive aux chocs pétroliers des années 70, Sommer s'allie à un autre acteur français du marché, Allibert pour fonder la nouvelle entreprise Sommer Allibert. Parallèlement, Tarkett devient une entreprise à part entière, quitte la société Limhamns et rejoint avec 150 autres entreprises le géant industriel Swedish Match. Les deux entreprises profitent de la fin de la guerre froide pour conquérir le marché soviétique. Sommer Allibert et Tarkett fusionnent finalement en 1997 et opèrent par la suite sous le nom de Tarkett en 2003 avec à sa tête Michel Cognet. Ces deux entités apportent chacune une dimension supplémentaire à l'entreprise qui fournit non seulement des sols en plastique, mais aussi des textiles et du parquet.
En 2005, l'entreprise est présente dans plus de 100 pays à travers le monde. En 2007, C'est Michel Giannuzzi qui prend la tête du groupe et de ses 9 000 employés. Elle entre en Bourse en 2013,.
Le 6 juillet 2017, le conseil de surveillance annonce le départ de Michel Gianuzzi, du poste de directeur général du groupe et son remplacement par Glen Morrison. En 2017, l'entreprise est classée numéro 3 mondial des revêtements de sol avec un chiffre d'affaires de 2,8 milliards d'euros.
Le 18 septembre 2018, Tarkett annonce la démission surprise de son dirigeant Glen Morrison seulement un an après sa nomination. Il est remplacé par Fabrice Barthélemy, qui devient président du directoire par intérim avec une période de transition qui court jusqu'au 2 octobre 2018,. Fabrice Barthélemy est nommé président du directoire le 16 janvier 2019.

## Actionnaires
L’actionnariat de la société au 31/12/2023 est le suivant :
Concert Tarkett Participation* : 90,4%
Flottant : 9,6%
*Tarkett Participation, Société Investissement Deconinck, Expansion 17 S.C.A. et Global Performance 17 S.C.A. (ces deux dernières faisant partie du groupe Wendel) ainsi que les membres du conseil de surveillance de la Société liés à la famille Deconinck agissent de concert depuis l’Offre Publique d’Achat simplifiée sur les actions Tarkett mise en œuvre en 2021.

## Recherche et développement
La R&D a été réorganisée en 2009 et regroupée dans un site unique à Wiltz au Luxembourg, et s'accompagne de trois bureaux de style : à Clervaux pour l'Europe de l'Ouest, à Bačka Palanka, Serbie, pour l'Europe de l'Est et à Cleveland, États-Unis, pour le continent américain.

## Activité de lobbying

### Aux États-Unis
Selon le Center for Responsive Politics, les dépenses de lobbying de Tarkett Sports aux États-Unis s'élèvent en 2017 à 50 000 dollars.

### Auprès des institutions de l'Union européenne
Tarkett est inscrit depuis 2015 au registre de transparence des représentants d'intérêts auprès de la Commission européenne, et déclare pour cette activité en 2017 des dépenses annuelles d'un montant compris entre 50 000 et 100 000 euros.

## Condamnation
L'entreprise est condamnée en 2017 par l’Autorité de la concurrence et écope d'une sanction de 165 millions d'euros d'amende pour s'être entendue, pendant 25 ans, avec Gerflor et Forbo sur les prix, les innovations, la stratégie et l’organisation commerciale.